# 유격장군
유격장군(중국어 정체자: 遊擊將軍, 병음: yóujī jiāngjūn)은 고대 중국의 군인 계급이다. 근세 명나라의 위소제와 청나라의 녹영제에도 해당 계급이 나타나며, 이때는 참장과 도사의 사이 계급이었다. 명나라 초에는 군대 편제에 따라 현재의 기동여단장에 해당하는 직책이었으나, 명나라 말에 다시 군제가 재편되었을 때에는 현재의 기병대대장으로 바뀌어 통솔하는 군사의 수가 크게 줄었다.
한편 한국의 고려 때도 종5품 무관 관직으로서, 요무장군의 위이고 유기장군의 아래로 존재했다.